# Piazza della Grande Assemblea Nazionale
Piazza della Grande Assemblea Nazionale (in romeno: Piața Marii Adunări Naționale) si trova nel centro della capitale della Repubblica di Moldova. È un monumento architettonico di importanza nazionale, iscritto nel Registro dei monumenti di storia e cultura del Comune di Chisinau su iniziativa dell'Accademia delle Scienze.
Nelle immediate vicinanze della piazza si trovano l'Arco di Trionfo, la Cattedrale metropolitana, il Palazzo del Governo e il Giardino Pubblico Ștefan cel Mare.

## Galleria d'immagini

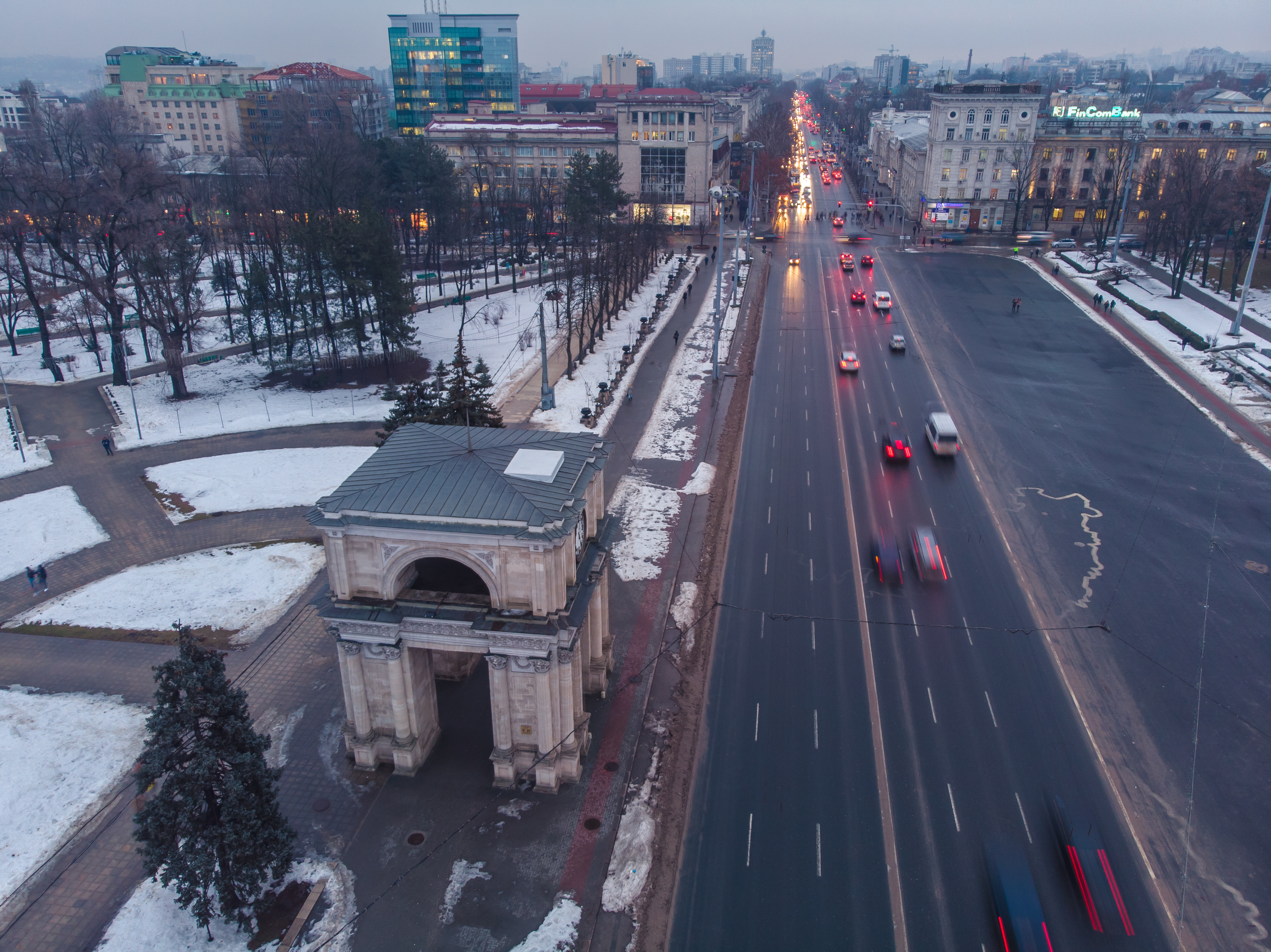
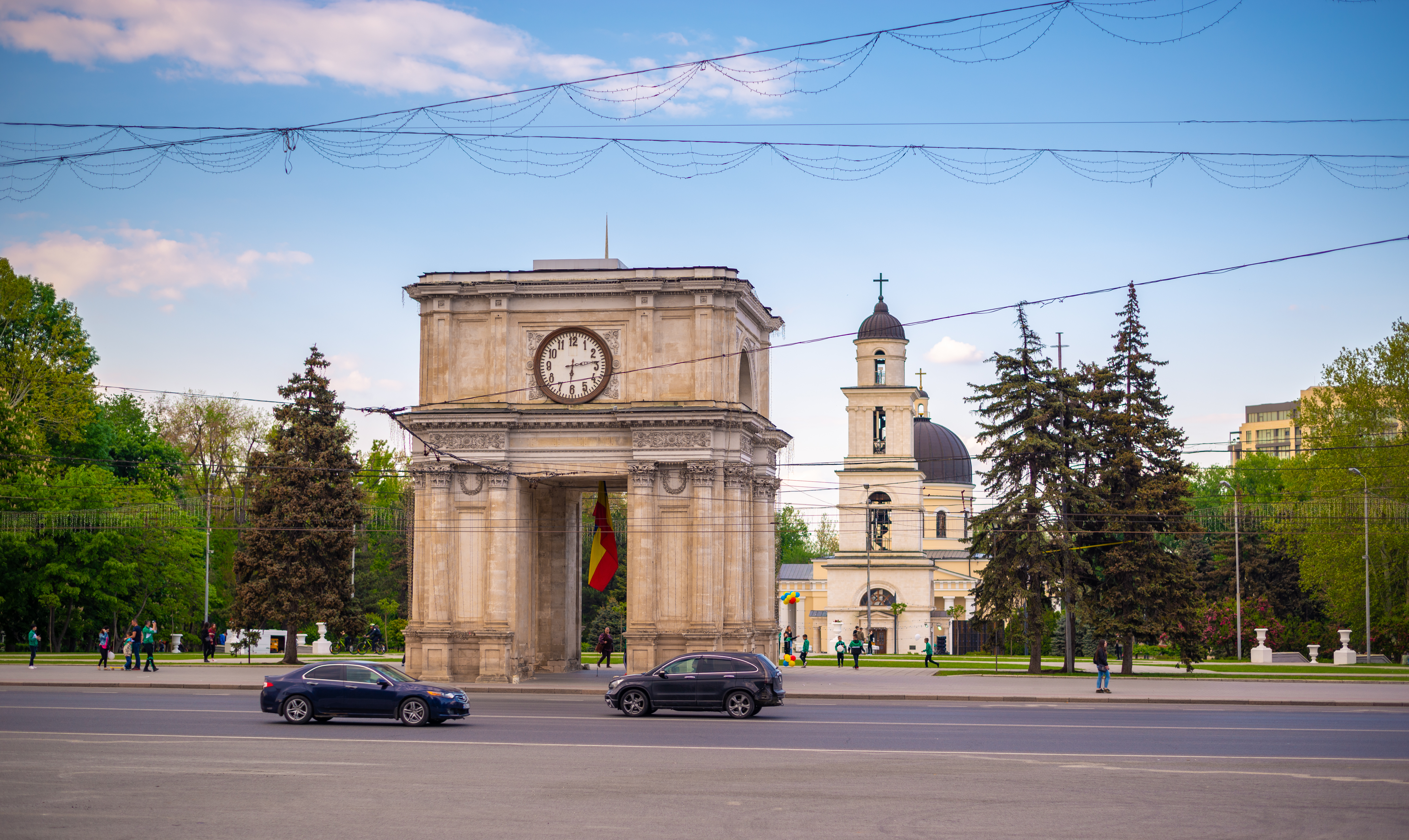